# Nederlands Hervormde Kerk (Dirkshorn)
Nederlands Hervormde kerk is een kerk uit 1868 gelegen aan de Raadhuisstraat 5 in het Noord-Hollandse dorp Dirkshorn. De kerk is bekroond met een  houten torentje. Het ontwerp in eclectische bouwtrant is van de hand van architect B. Sleister. 
De rechthoekige zaalkerk is gebouwd in 1868 als vervanging van een gesloopte kerk op de plek waar het raadhuis staat. Het orgel is ook uit die tijd. De kerk is gebouwd van baksteen en de eclectische detailleringen in de voorgevel zijn gemaakt van zandsteen. Een preekstoel uit 1660 komt nog uit de eerste kerk (afgebrande kerk). De tekstborden uit 1663 zijn van schoolmeester en fijnschilder Gerrit Sydwindt uit Warmenhuizen. 
Sinds 1996 staat de kerk als rijksmonument ingeschreven in het monumentenregister.

## Foto's

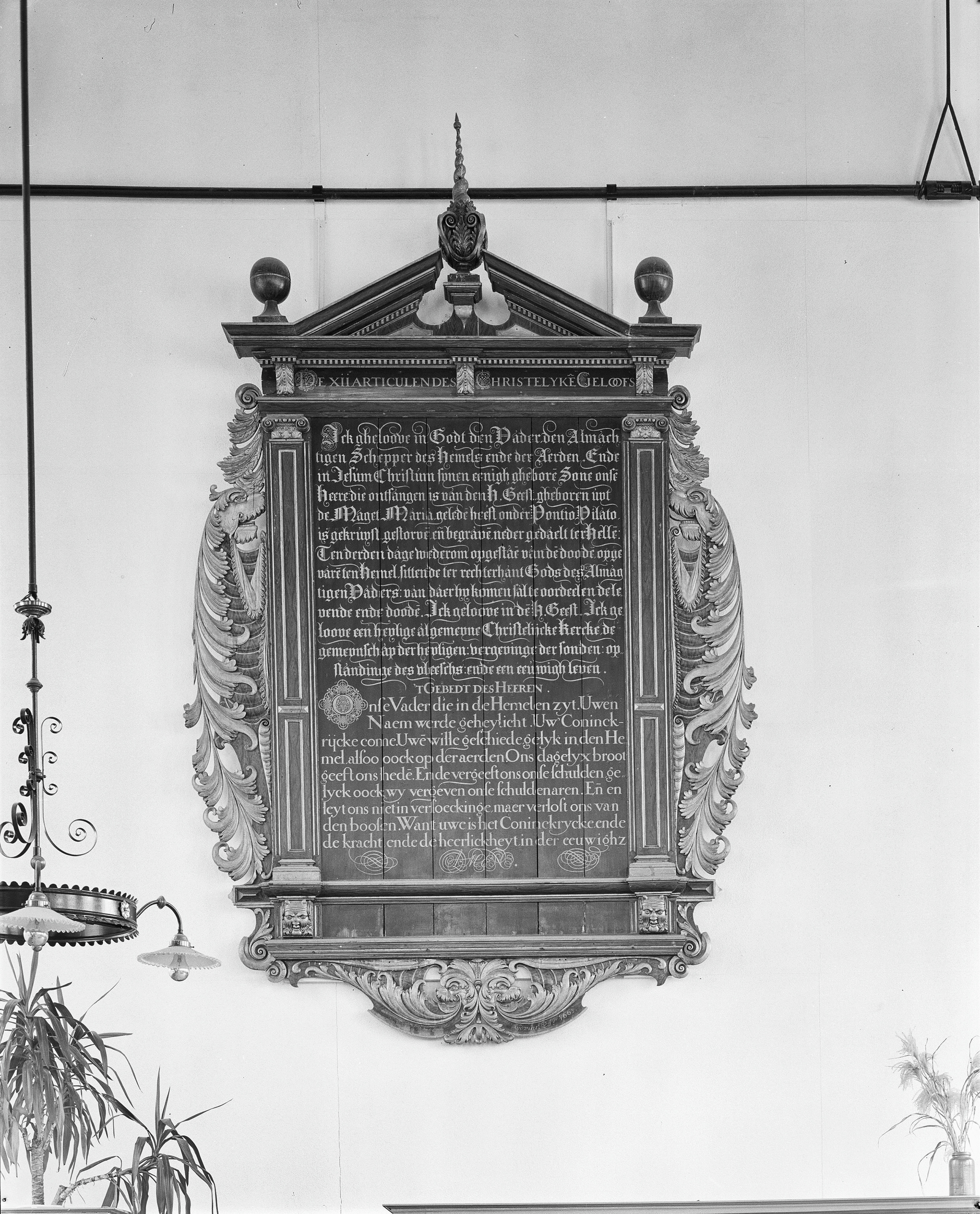
Tekstbord
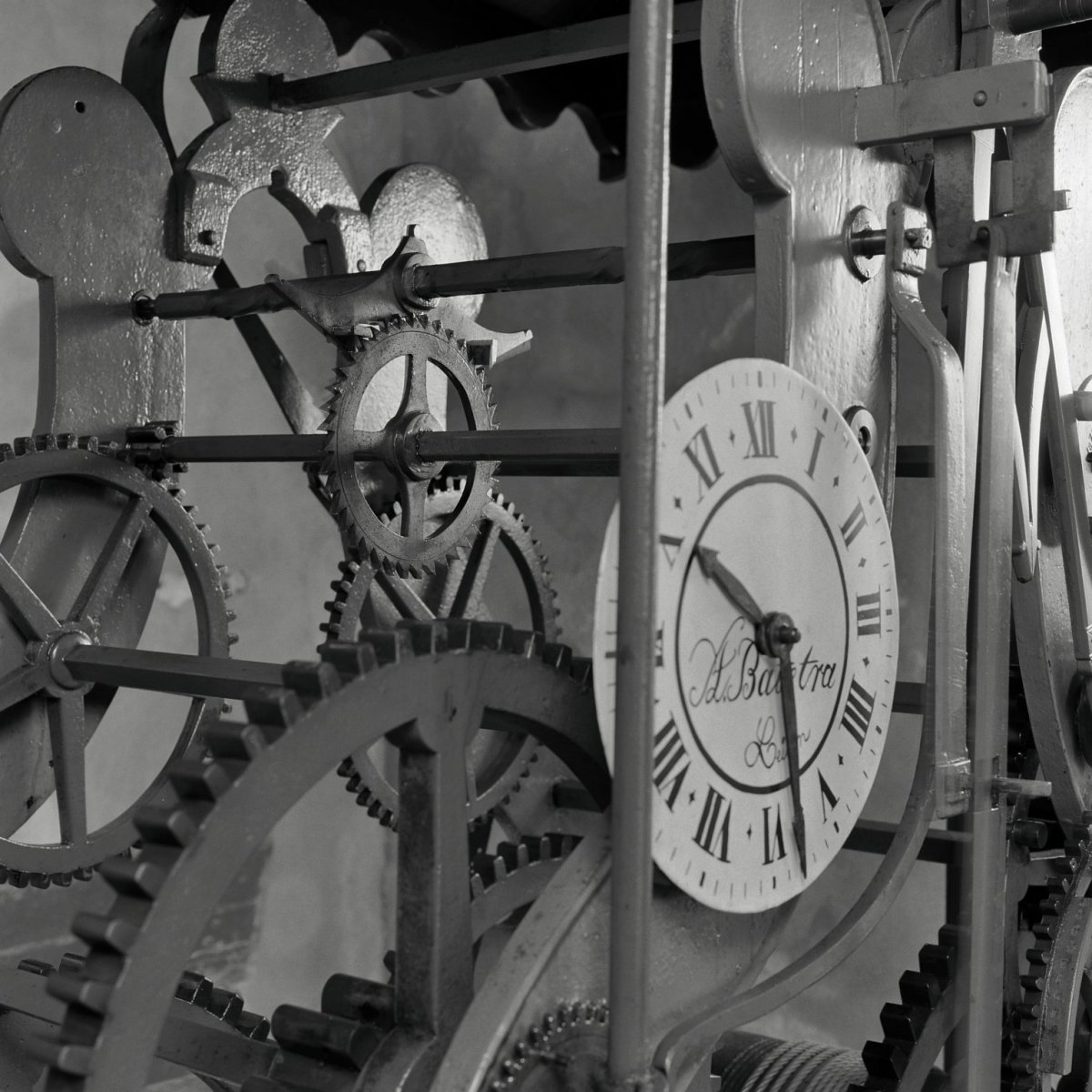
Torenuurwerk
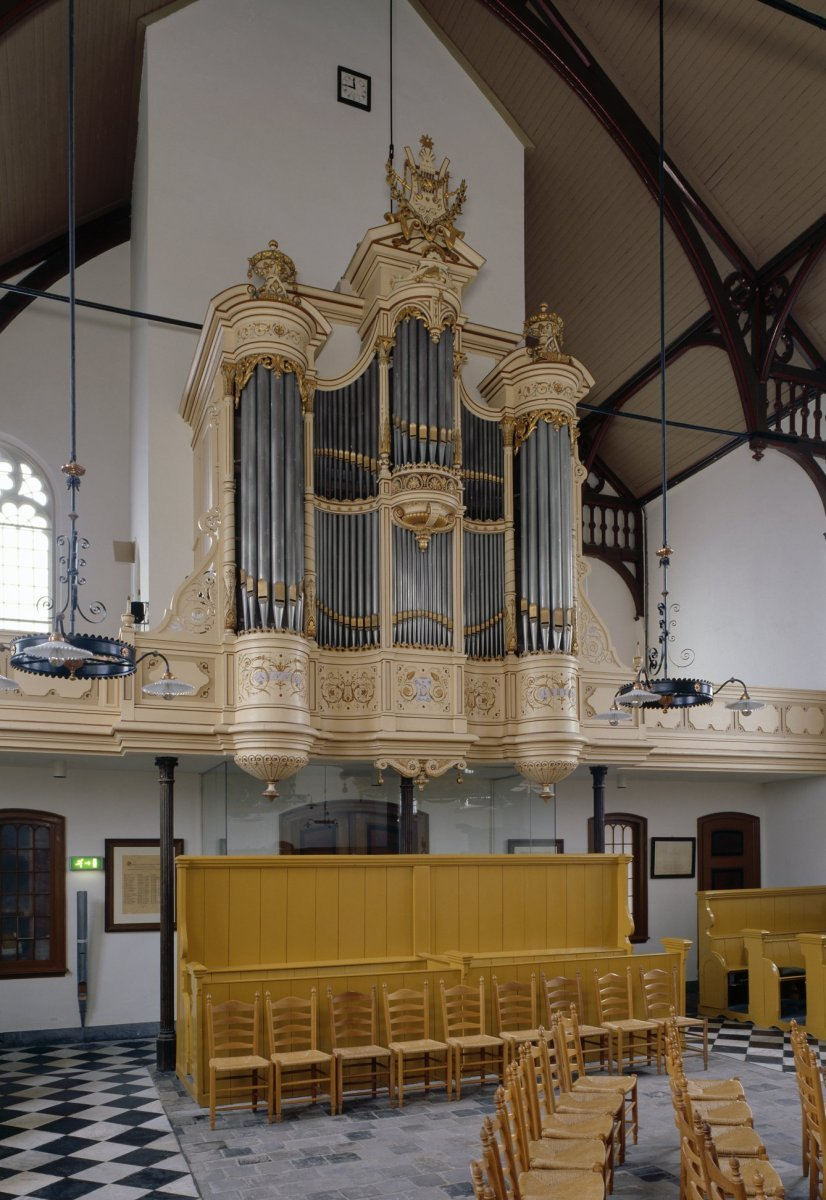
Orgel
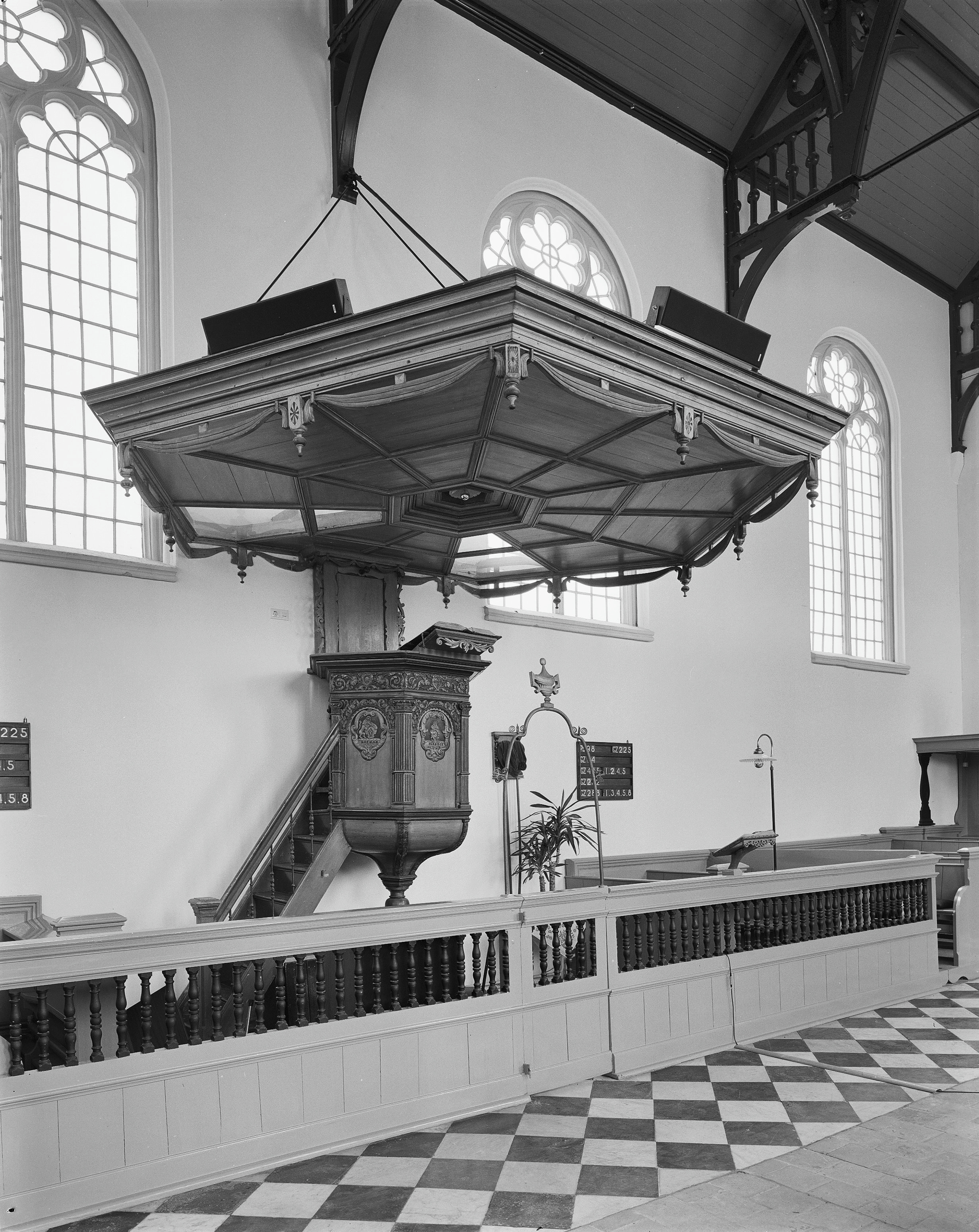
Preekstoel en doophek